# 알레시오 체르치
알레시오 체르치(이탈리아어: Alessio Cerci, 1987년 7월 23일 ~ )는 이탈리아의 축구선수이다.